# Elimaea subcarinata
Elimaea subcarinata är en insektsart som först beskrevs av Carl Stål 1861.  Elimaea subcarinata ingår i släktet Elimaea och familjen vårtbitare. Inga underarter finns listade i Catalogue of Life.